# 拉里普
拉里普（法語：La Rippe）是瑞士联邦西部法语区的沃州下设的一个镇。在行政上属于尼永区管辖。拉里普的总面积为16.61平方公里。截至2010年底，总人口为1,045。

## 地理
拉里普位于莱芒湖以西的高地，西、南皆与法国交界。